# Takaoka, Toyama
Takaoka (高岡市 (Cao Cương thị) Takaoka-shi) là một thành phố thuộc tỉnh Toyama, Nhật Bản.